# Anton Logi Lúdvíksson
 (juillet 2023).
Anton Logi Lúdvíksson, né le 13 mars 2003, est un footballeur islandais qui évolue au poste de milieu défensif au Breiðablik Kópavogur.

## Biographie

### Carrière en club
Anton Logi Lúdvíksson est formé au Breiðablik Kópavogur, terminant en 2020 son apprentissage par un prêt en Italie, au sein des équipes de jeunes de l'équipe de Serie A de la SPAL.
Anton Logi Lúdvíksson fait ses débuts avec l'équipe première du Breiðablik Kópavogur le 4 octobre 2020, entrant en jeu contre le Fylkir en championnat d'Islande.
Après un passage en prêt à l'Afturelding Mosfellsbær en 2021, il s'impose dans la rotation du Breiðablik en 2022, prenant ainsi part au sacre des siens lors de la saison 2022 puis la Supercoupe qui suit.
Lúdvíksson fait ses débuts en Ligue des champions le 27 juin 2023, entrant en jeu lors de la victoire 7-1 en qualification du Breiðablik Kópavogur contre le Tre Penne,.   Il prend également part à la suite du chemin de qualification européenne, qui voit son équipe se qualifier jusqu'au 2e tour, après avoir éliminé les champions saint-marinais, monténégrins et irlandais.

### Carrière en sélection
Anton Logi Lúdvíksson est international islandais en équipes de jeunes, jusqu'à connaitre la selection espoirs.

## Palmarès
| Breiðablik Kópavogur - Championnat d'Islande (1) - Champion en 2022 |